# Mirosław Kuczyński
Mirosław Kuczyński (1947) è un ex cestista polacco.

## Carriera
Con la Polonia ha disputato i Campionati europei del 1967.

## Palmarès
- Campionato polacco: 2

Legia Varsavia: 1965-66, 1968-69